# Philip Glass
Philip Glass, född 31 januari 1937 i Baltimore, Maryland, är en amerikansk oscarsnominerad kompositör av minimalistisk modern konstmusik.

## Utveckling och form

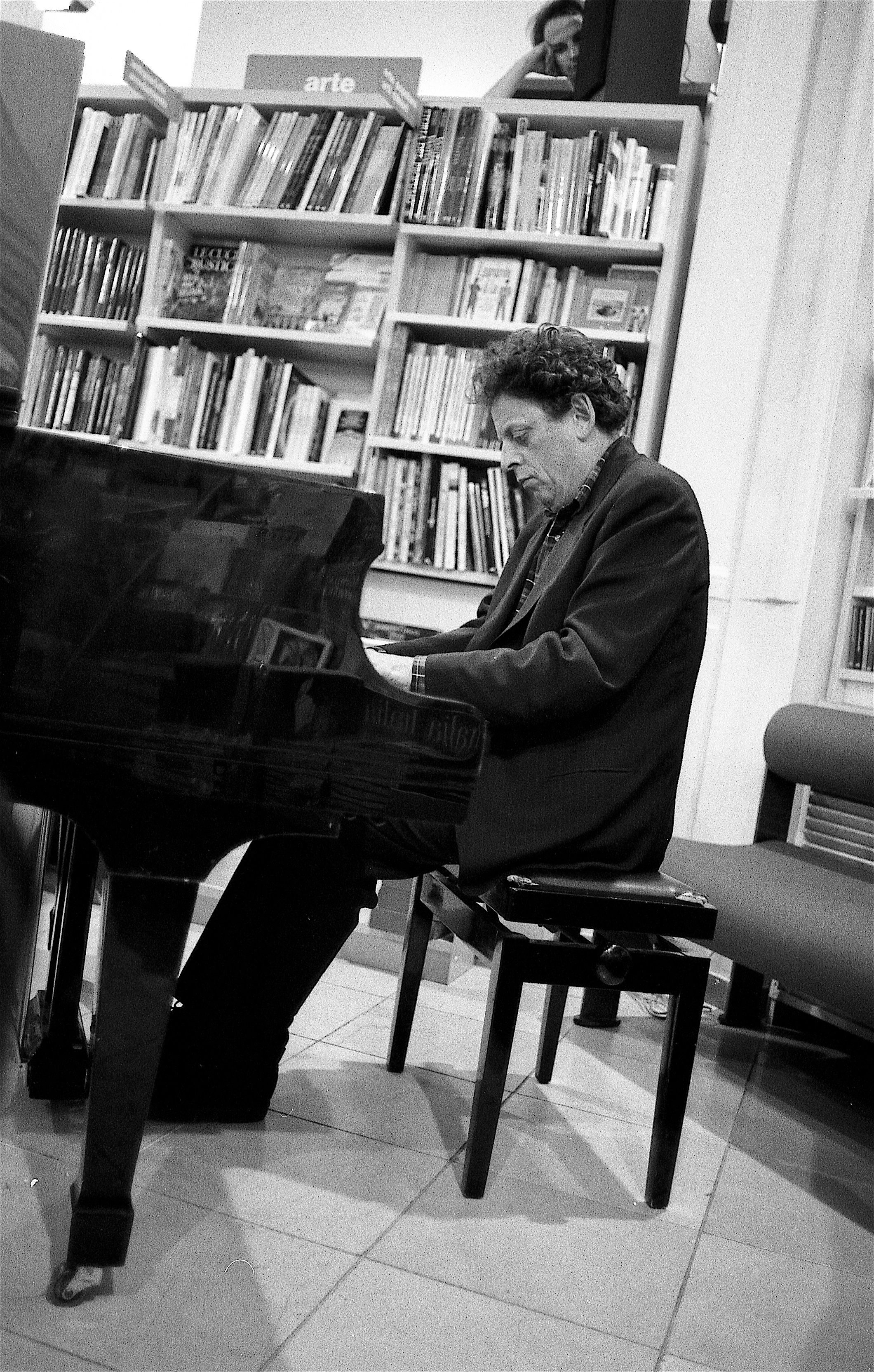
Philip Glass i Florens 1993.

Glass föddes i en judisk familj i Baltimore och studerade komposition och klaviatur på Juilliard i New York i början av 1960-talet. Det var dock först under sina fortsatta studier för Nadia Boulanger i Paris, som Glass började komponera i den minimalistiska stil som sedan dess varit hans kännetecken och som gjort honom till en av de mest namnkunniga moderna tonsättarna. 
Det tog dock lång tid innan han helt kunde leva på musiken, och i intervjuer och böcker har han berättat dråpliga historier, då han som extraknäck bland annat skulle installera en tvättmaskin hos en känd musikkritiker, som då han kände igen honom upprört utbrast att han vägrade låta Philip Glass installera hushållsapparater i hans hem, eller då han körde taxi i New York och en kväll hämtade en dam, som just sett en av hans operaföreställningar och som, efter att ha betraktat honom, ville glädja honom med att berätta hur lik han var en mycket känd operakompositör.
Som buddhistiskt inriktad andlig sökare och vegetarian fortsatte han att söka vidare efter ny inspiration. En viktig influens i Glass skapande av ett eget musikaliskt idiom blev den indiske sitarspelaren Ravi Shankar, som Glass kom att arbeta med i Paris. Av Shankar lärde sig Glass att det går att lösgöra sig från de västerländska notbladens taktstreck och i stället se musiken som ett flöde av fria toner, utan indelning i takter. 
Ett grundläggande verktyg i Glass komponerande är vad han kallar den additiva tekniken, i vilken en sekvens repeteras många gånger samtidigt som nya toner adderas och förändrar sekvensens rytmik och karaktär. På liknande sätt arbetar också bland annat hans amerikanska kollegor Steve Reich och John Adams. Själv menar han att det inte är så nytt och märkvärdigt, och han hänvisar till exempel till Johann Sebastian Bachs kompositionsform som en ledtråd i den klassiska musiken.

## Arbete
Till Glass mest betydelsefulla verk hör utan tvivel de tre så kallade porträttoperorna – Einstein on the Beach (1976), Satyagraha (1980) och Akhnaten (1983). En stor del av Philip Glass verk är teater- och operamusik, och hans samarbete med regissören Robert Wilson har varit uppmärksammat. 
För den breda publiken är han förmodligen mest känd för musiken i en mängd filmer. Glass har bland annat gjort filmmusik till flera av Errol Morris och Godfrey Reggios dokumentärer, däribland Godfrey Reggios Qatsi-trilogi, samt till fiktion som Martin Scorseses Kundun (1997),  och Timmarna (The Hours) (2002), Secret Window (2004), Notes on a Scandal (2006) och Woody Allens Cassandra's Dream (2007).
Glass har fått en rad priser och utmärkelser med åren. För musiken till Paul Schraders Mishima – ett liv i fyra kapitel (1985) vann han pris vid Cannesfestivalen, för Truman Show (1998) – där han också medverkar i filmen i en liten roll som Pianist – vann han bland annat Golden Globe Award och ASCAP Award, och han blev Oscarsnominerad för Kundun, Timmarna och Notes on a Scandal.
Men Glass produktion för andra sammanhang än scen och filmduk är också mycket omfattande, allt ifrån verk för soloinstrument och kammarensembler till symfonier. Philip Glass spelar klaviatur (piano, orgel) och ger konserter över hela världen som soloartist och med The Philip Glass Ensemble, som funnits sedan 1970-talet. Ett senare besök i Sverige var en kammarmusikkonsert i Uppsala i maj 2011, där Glass framträdde tillsammans med violinisten Tim Fain. Det senaste besöket i Sverige var en konsert i slutet av maj 2019 på Malmö Live samt Cirkus i Stockholm, där han spelade med The Philip Glass Ensemble. 
1996 grundade han i samarbete med Philips Records det nya skivbolaget Point Music för smalare, nyskapande musik internationellt.

## Verk

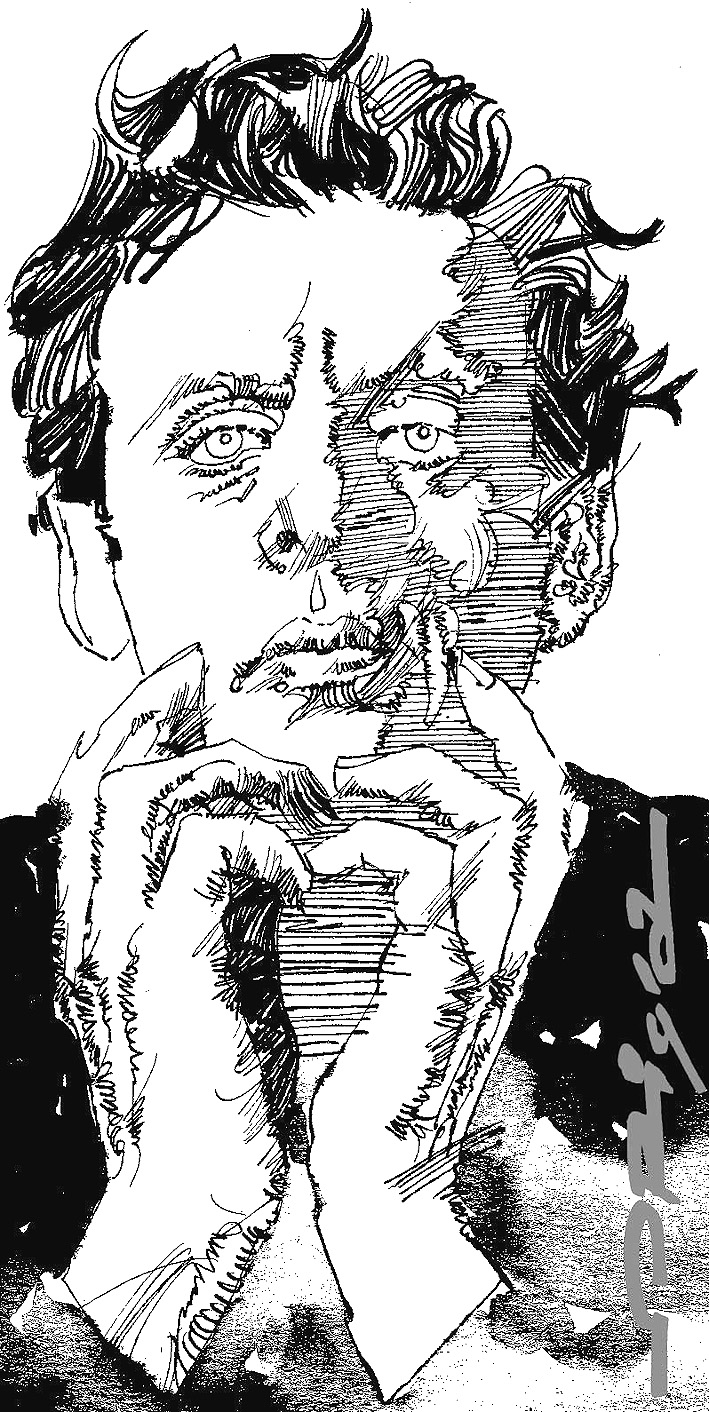
Philip Glass, målad av Graziano Origa 2008.

### Verk för The Philip Glass Ensemble
- 600 Lines (1967)
- Music in Fifths (1969)
- Music in Similar Motion (1969)
- Music with Changing Parts (1973)
- Music in Twelve Parts (1971–1974)
- North Star (1977)
- Glassworks (1982)
- Orion (2004)
- Los Paisajes del Rio (2008)

### Opera, musikteater
- Einstein on the Beach (1976)
- Satyagraha (1980)
- The Photographer (1982)
- Akhnaten (1983)
- Orphée (1993)
- La Belle et la Bête (1994)
- Les Enfants Terribles, (1996)
- Madrigal Opera (1980)
- the CIVIL warS (1984)
- The Juniper Tree (1985)
- The Fall of the House of Usher (libretto efter en novell av Edgar Allan Poe, 1987)
- The Making of the Representative for Planet 8, (libretto av Doris Lessing, 1985–1988)
- 1000 Airplanes on the Roof (1988)
- Hydrogen Jukebox (libretto av Allen Ginsberg, 1990)
- White Raven (1991)
- The Voyage (1992)
- The Marriages of Zones 3, 4 and 5 (libretto av Doris Lessing, 1997)
- Monsters of Grace (1998)
- In the Penal Colony (libretto efter en novell av Franz Kafka, 2000)
- Galileo Galilei (2002)
- The Sound of a Voice (2003)
- Waiting for the Barbarians (efter en roman av J.M. Coetzee, 2005)
- Appomattox (2007, libretto av Christopher Hampton)
- Kepler (libretto av Martina Winkel, innehåller texter av Johannes Kepler och Andreas Gryphius, 2009)
- The Perfect American (bygger på boken om Walt Disney av Peter Stephan Jungk, 2011)
- The Lost (efter en pjäs av Peter Handke, 2011–12)
- The Trial (bygger på Franz Kafkas roman Processen med libretto av Christopher Hampton, 2014)

### Kammarmusik
- Tre stråkkvartetter (tidigt 1960-tal, tillbakadragna)
- Play för två saxofoner (musik till Samuel Becketts pjäs, 1965)
- Stråkkvartett nr 1 (1966)
- Music in the shape of a Square för två flöjter (1967)
- Another Look at Harmony, Part III för klarinett och piano (1975)
- Fourth Series Part Three för violin och klarinett (1978)
- Stråkkvartett nr 2 Company (komponerad för en dramatisering av Samuel Becketts berättelse, 1983)
- Prelude to Endgame för timpani och kontrabas (för pjäsen av Samuel Beckett, 1984)
- Stråkkvartett nr 3 Mishima (1985)
- Stråkkvartett nr 4 Buczak (1989)
- Music from The Screens för kammarensemble (ett samarbete med Foday Musa Suso, 1989)
- Cymbeline (musik för pjäsen av William Shakespeare, 1991)
- Stråkkvartett nr 5 (1991)
- Love Divided By för flöjt och piano (1992)
- In the Summer House för violin och cello (musik för pjäsen av Jane Bowles, 1993)
- Konsert för saxofonkvartett (även version för orkester, 1995)
- Dracula för stråkkvartett (musik till filmen från 1931, 1998)
- Music from The Sound of a Voice för kammarensemble (2003)
- Sonata för violin och piano (2008)
- Pendulum, sats för violin och piano (2010)
- Duos för violin och cello (arrangemang av dubbelkonserten för violin och cello, 2010–2011)
- Stråkkvartett nr 6 (2013)
- Stråkkvartett nr 7 (2014)

### Verk för soloinstrument
- Strung Out för violin (1967)
- Gradus för saxofon (1968)
- Arabesque för flöjt (1988)
- France från The Screens för violin (1989)
- Melodies för solosaxofon (1995)
- Songs and Poems för cello (2005–2007)
- Songs and Poems No. 2 för cello (2010)
- Partita för violin (2010–2011)
- Orbit för cello (2013)
- Partita för kontrabas (2015)

### Verk för orkester (med kör och soloröster)
- In the Upper Room för kammarorkester (musik för Twyla Tharps dansstycke, 1986)
- The Light för orkester (1987)
- The Canyon för orkester (1988)
- Itaipu, ett symfoniskt porträtt för kör och orkester in fyra satser (1989)
- Passages för kammarorkester (samarbete med Ravi Shankar) (1990)
- Concerto Grosso för kammarorkester (1992)
- Symfoni nr 1 Low för orkester (baserad på David Bowies LP med samma namn, 1992)
- T.S.E. (T.S. Eliot) för röster och ensemble (musik för ett teaterstycke av Robert Wilson, 1994)
- Symfoni nr 2 för orkester (1994)
- Symfoni nr 3 för 19 stråkar (1995)
- Symfoni nr 4 Heroes för orkester (baserad på David Bowies LP med samma namn, 1996)
- Songs of Milarepa för baryton och kammarorkester (1997)
- Days and Nights of Rocinha, dans för orkester (1997)
- Psalm 126 för orkester och kör (1998)
- Symfoni nr 5 Requiem, Bardo and Nirmanakaya för solister, kör och orkester (1999)
- Dancissimo för orkester (2001)
- Symfoni nr 6 Plutonian Ode för sopran och orkester (2001)
- Symfoni nr 7 Toltec för orkester och kör (2004)
- Symfoni nr 8 för orkester (2005)
- The Passion of Ramakrishna för kör och orkester (2006)
- Icarus at the Edge of Time för berättare och orkester (2010)
- Symfoni nr 9 (2010–11)
- Harmonium Mountain för orkester (2011)
- Black and White Scherzo för orkester (2011, sats 6 i Symfoni nr 10)
- Symfoni nr 10 (2011–2012)
- Overture 2012 för orkester (2012)

### Verk för soloinstrument och orkester (konserter m m)
- Konsert för violin och orkester (1960, tillbakadragen av tonsättaren)
- Facades för två saxofoner (eller flöjt och klarinett) samt stråkorkester (1981)
- Konsert nr 1 för violin och orkester (1987)
- Echorus för två violiner och stråkorkester (version av etyd nr 2 för piano, 1995)
- Konsert nr 1 för piano och stråkorkester Tirol (2000)
- Konsert för två timpanispelare och orkester (2000)
- Konsert nr 1 för cello och orkester (2001)
- Konsert nr 2 för cello och orkester Naqoyqatsi (2002/2012)
- Konsert för cembalo och kammarorkester (2002)
- Urval från "Naqoyqatsi" (Life as War) för cello och orkester (2002/2003)
- Svit från Timmarna (The Hours) för piano, stråkorkester, harpa och slagverk (2002/2003)
- Konsert nr 2 för piano och orkester (2004)
- Konsert nr 2 för violin och orkester The American Four Seasons (2009)
- Dubbelkonsert för violin, cello och orkester (2010)

### Verk för soloröst
- Hebeve Song för sopran, klarinett och fagott (1983)
- Planctus, sång för röst och piano (för Natalie Merchant, 1997)

### Verk för kör
- Another Look at Harmony, Part IV för kör och orgel (1975)
- Fourth Series Part One för kör och orgel (1977)
- Three Songs för kör a cappella (texter av Octavio Paz med flera, 1984)

### Verk för solopiano
- Two Pages (för Steve Reich) för piano (eller elektrisk orgel) (1969)
- Modern Love Waltz för piano (1977)
- Fourth Series Part Four (Mad Rush) för piano (1979)
- Trilogy Sonata för piano (1975/1979/1983, med material från Einstein, Sathyagraha och Akhnaten, arrangerat av Paul Barnes in 2001)
- Metamorphosis för piano (1988)
- Wichita Sutra Vortex för piano (1988)
- Tesra för piano (1993)
- The Orphée Suite för piano (1993, transkriberad av Paul Barnes 2000)
- Ouvertyr från La Belle et la Bete för piano (transkriberad av Michael Riesman, 1994)
- Etudes för piano, Volume 1 (1994–95)
- Music from the Hours för piano (transkriberad av Michael Riesman och Nico Muhly, 2003)
- A Musical Portrait of Chuck Close, två stycken för piano (2005)
- Etudes för piano, volym 2 (2012)

### Verk för orgel
- Fourth Series Part Two (Dance No.2) för orgel (1978)
- Fourth Series Part Four (Mad Rush) för orgel (1979)
- Voices för orgel, didgeridoo och berättare (2001)

### Filmmusik (urval)
- 1983 – Till sista andetaget
- 1983 – Koyaanisqatsi
- 1985 – Mishima – ett liv i fyra kapitel
- 1987 – Hamburger Hill
- 1988 – På en skör tråd
- 1988 – Powaqqatsi
- 1990 – Mindwalk
- 1991 – A Brief History of Time
- 1992 – Anima Mundi
- 1992 – Candyman
- 1995 – Candyman: Farewell to the Flesh
- 1995 – Jenipapo
- 1996 – The Secret Agent
- 1997 – Bent
- 1997 – Kundun
- 1998 – Truman Show
- 1999 – Dracula (återutgivning av den klassiska filmen från 1931)
- 2002 – Naqoyqatsi
- 2002 – Timmarna
- 2003 – The Fog of War
- 2004 – Undertow
- 2004 – Secret Window
- 2004 – Taking Lives
- 2004 – Going Upriver: The Long War of John Kerry
- 2005 – Neverwas
- 2006 – Illusionisten
- 2006 – Notes on a Scandal
- 2007 – Kärlek på menyn
- 2007 – Cassandra's Dream
- 2009 – Les regrets
- 2010 – Mr Nice

## Utvald diskografi
- Music in Twelve Parts, Parts 1&2 (Virgin, 1974)
- North Star (1977)
- Music with Changing Parts (1994)
- Music in Similar Motion/ Music in Fifths/ Two Pages (1994)
- Music in Twelve Parts (1996, ny inspelning)
- Early Voice (2002)
- Alter Ego: Music in the shape of a Square/ Gradus/ Strung Out etc. (2002)
- Solo Piano (1989)
- The Orphée Suite for piano (2003)
- Etudes for Piano, Vol. I, nos. 1–10 (2003)
- Violin Concerto (Gidon Kremer/ Vienna Philharmonic/ Christoph von Dohnanyi) (Deutsche Grammophon, 1993)
- Itaipu/ The Canyon (Atlanta Symphony/ Robert Shaw) (Sony Classical, 1993)
- Symphony No.2 (Nonesuch, 1998) including Saxophone Quartet Concerto & Orphée Interlude
- Symphony No.3 (Stuttgart Chamber Orchestra/ Dennis Russel Davies) (Nonesuch, 2000)
- Violin Concerto / Prelude and Dance from Akhnaten / Company (Adele Anthony/ Ulster Orchestra/ Takuo Yuasa) (Naxos, 2000)
- Symphony No.2 and No.3 (Bournemouth Symphony/ Marin Alsop) (Naxos, 2004)
- Passages (1990) med Ravi Shankar
- Music from the Screens (1993) med Foday Musa Suso
- Kronos Quartet performs Philip Glass (stråkkvartetterna nr 2–5)(1995)
- Einstein on the Beach (två inspelningar, 1979 och 1993)
- the CIVIL warS: a tree is best measured when it is down. Act V – The Rome Section (1999)
- Les Enfants Terribles (2005)
- Kundun (1997)
- Koyaanisqatsi (1998, ny inspelning)